# Marjaniwka (Luzk)
Marjaniwka (ukrainisch Мар'янівка; russisch Марьяновка Marjanowka, polnisch Marianówka) ist eine Siedlung städtischen Typs in der Ukraine mit etwa 2600 Einwohnern. Sie liegt am Ufer der Lypa im Rajon Luzk der Oblast Wolyn.
Das ehemalige Rajonszentrum Horochiw liegt etwa 6 Kilometer nordwestlich und die Oblasthauptstadt Luzk etwa 48 Kilometer nordöstlich von Marjaniwka.

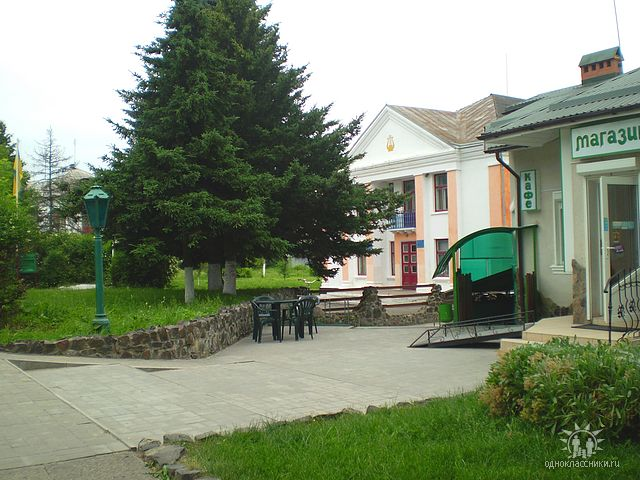
Hauptplatz der Ortschaft

## Geschichte
Der Anfang des 18. Jahrhunderts entstandene Ort, damals noch Musin, lag bis 1795 in der Woiwodschaft Wolhynien in der Adelsrepublik Polen-Litauen. Danach kam er zum neugegründeten Gouvernement Wolhynien als Teil des Russischen Reiches.
Nach dem Ende des Ersten Weltkriegs wurde der Ort ein Teil der Zweiten Polnischen Republik (Woiwodschaft Wolhynien, Powiat Horochów, Gmina Skobełka) und wurde 1921 in Marianówka umbenannt. Infolge des Hitler-Stalin-Pakts besetzte die Sowjetunion das Gebiet. Nach dem deutschen Überfall auf die Sowjetunion im Juni 1941 war der Ort bis 1944 unter deutscher Herrschaft, kam dann nach dem Zweiten Weltkrieg wieder zur Sowjetunion und wurde in die Ukrainische SSR eingegliedert. Seit 1958 hat der Ort den Status einer Siedlung städtischen Typs. 1991 kam die Siedlung zur neu entstandenen Ukraine.
Im Ort gibt es eine große Zuckerfabrik. Die Entwicklung des Ortes wurde auch durch den Bau eines Bahnhofs an der Bahnstrecke Lwiw–Kiwerzi zwischen 1925 und 1928 beeinflusst, die Bahnhofssiedlung entwickelte sich nach dem Zweiten Weltkrieg durch Industrieansiedlung zu einem größeren Ort.

## Verwaltungsgliederung
Am 12. April 2019 wurde die Siedlung zum Zentrum der neugegründeten Siedlungsgemeinde Marjaniwka (Мар'янівська селищна громада/Marjaniwska selyschtschna hromada). Zu dieser zählten auch noch die 8 Dörfer Boryskowytschi, Borotschytsche, Brany, Buschany, Dowhiw, Rschyschtschiw, Schyroke und Zehiw, bis dahin bildete die Siedlung die gleichnamige Siedlungsratsgemeinde Marjaniwka (Мар'янівська селищна рада/Marjaniwska selyschtschna rada) im Zentrum des Rajons Horochiw.
Am 12. Juni 2020 wurde die Gemeinde um 5 weitere in der untenstehenden Tabelle aufgelisteten Dörfer erweitert.
Am 17. Juli 2020 wurde der Ort Teil des Rajons Luzk.
Folgende Orte sind neben dem Hauptort Marjaniwka Teil der Gemeinde:
| Name                     | Name           | Name                             | Name           | Name |
| ukrainisch transkribiert | ukrainisch     | russisch                         | polnisch       |      |
| ------------------------ | -------------- | -------------------------------- | -------------- | ---- |
| Chmelnyzke               | Хмельницьке    | Хмельницкое (Chmelnizkoje)       | Batorówka      |      |
| Borotschytsche           | Борочиче       | Борочиче (Borotschitsche)        | Boroczyce      |      |
| Boryskowytschi           | Борисковичі    | Борисковичи (Boriskowitschi)     | Boryskowicze   |      |
| Brany                    | Брани          | Браны                            | Brany          |      |
| Buschany                 | Бужани         | Бужаны                           | Bużany         |      |
| Dowhiw                   | Довгів         | Долгов (Dolgow)                  | Dołhe          |      |
| Halytschany              | Галичани       | Галичаны (Galitschany)           | Haliczany      |      |
| Nowyj Sboryschiw         | Новий Зборишів | Новый Зборышев (Nowy Sboryschew) | Zboryszów Nowy |      |
| Pylhany                  | Пильгани       | Пильганы (Pilgany)               | Pułhany        |      |
| Rschyschtschiw           | Ржищів         | Ржищев (Rschischtchew)           | Rzyszczów      |      |
| Schyroke                 | Широке         | Широкое (Schirokoje)             | Szeroka        |      |
| Skryhowe                 | Скригове       | Скриговое (Skrigowoje)           | Skryhołów      |      |
| Zehiw                    | Цегів          | Цегов (Zegow)                    | Cechów         |      |